# ジェームズ・フィッツジェラルド (初代リンスター公爵)

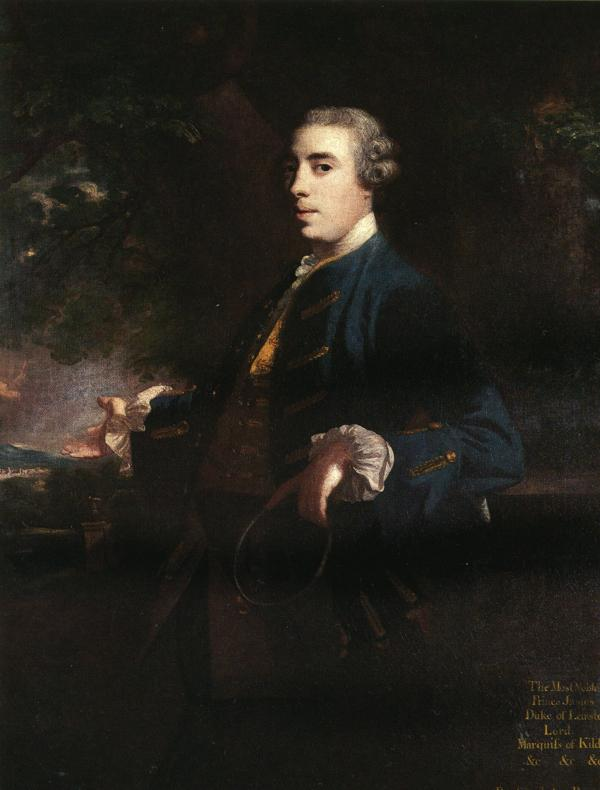
ジョシュア・レノルズによる肖像画、1753年。

初代リンスター公爵ジェームズ・フィッツジェラルド（英語: James FitzGerald, 1st Duke of Leinster PC (Ire)、1722年5月29日 - 1773年11月19日）は、アイルランド王国の貴族、政治家。1744年までオファリー卿の儀礼称号を使用した。

## 生涯

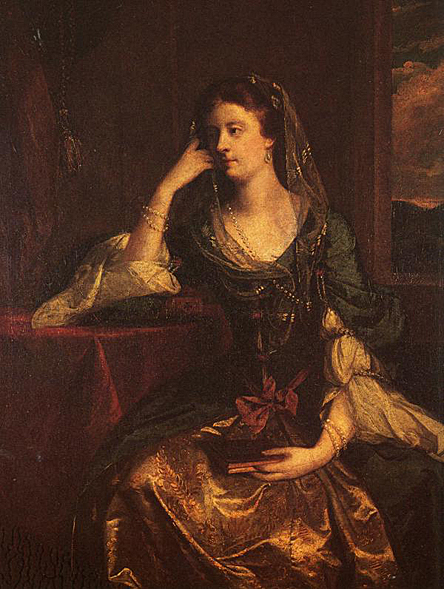
キルデア伯爵夫人（当時）エミリー。ジョシュア・レノルズ画、1753年。

第19代キルデア伯爵ロバート・フィッツジェラルドとメアリー・オブライエン（Mary O'Brien、1692年2月12日 – 1780年2月10日、第3代インチクィン伯爵ウィリアム・オブライエンの娘）の息子として、1722年5月29日に生まれた。
1741年から1744年までアサイ選挙区の代表としてアイルランド庶民院議員を務め、1744年2月20日に父が死去するとキルデア伯爵位を継承した。1745年3月19日にアイルランド枢密院の枢密顧問官に任命され、1746年5月22日に就任宣誓を行った。また爵位継承直後にダブリンで土地を購入し、リチャード・カッセルスにパッラーディオ式のカントリー・ハウスの設計を依頼した。そして、1745年よりレンスター・ハウスの建築工事が始まり、数年後に完成した。
1747年2月7日、エミリア・メアリー・レノックス（1731年10月6日 – 1832年11月18日、第2代リッチモンド公爵チャールズ・レノックスの娘）と結婚、9男9女をもうけた。結婚に伴い、キルデア伯爵は1747年2月21日にグレートブリテン貴族であるバッキンガムシャーにおけるタップローのリンスター子爵に叙され、3月2日にグレートブリテン貴族院議員に就任した。
- ジョージ（1748年1月15日 – 1765年9月26日） - オファリー伯爵の儀礼称号を使用[4]
- ウィリアム・ロバート（1749年3月13日 – 1804年10月20日） - 第2代リンスター公爵[4]
- キャロライン・エリザベス・メイベル（1750年6月21日 – 1754年4月13日[4]）
- エミリー・マリア・マーガレット（1752年3月15日 – 1818年4月8日） - 1774年8月20日、初代ベロモント伯爵チャールズ・クートと結婚[4]
- ヘンリエッタ・キャサリン（1753年12月8日 – 1763年9月10日[4]）
- キャロライン（1755年4月 – 1755年4月[4]）
- チャールズ（1756年6月30日 – 1810年2月18日） - 初代レカール男爵[4]
- シャーロット（1758年5月29日 – 1836年9月12日） - 初代レイリー女男爵[4]
- ルイーザ・ブリジット（1760年6月19日 – 1765年1月[4]）
- ヘンリー（英語版）（1761年7月30日 – 1829年7月8日） - 1791年8月4日、シャーロット・ボイル・ウォルシンガム（後の第20代ド・ルース女男爵）と結婚、子供あり[4]
- ソフィア・サラ・メアリー（1762年9月26日[4] – 1845年3月21日）
- エドワード（英語版）（1763年10月15日 – 1798年6月4日） - 1792年12月28日、ステファニー・キャロライン・アン・シムズ（英語版）と結婚、子供あり[4]
- ロバート・スティーブン（1765年1月15日 – 1833年1月2日） - 1792年7月22日、ソフィア・シャーロット・フィールディング（Sophia Charlotte Fielding、1773年 – 1834年9月19日、チャールズ・フィールディングの娘）と結婚、子供あり[4]
- ジェラルド（1766年3月15日 – 1788年1月[4]）
- オーガスタス・ジョセフ（1767年12月8日 – 1771年12月[4]）
- ファニー・シャーロット・エリザベス（1770年1月28日 – 1775年[4]）
- ルーシー・アン（英語版）（1771年2月5日 – 1851年） - 1802年7月31日、海軍軍人トマス・フォーリー（英語版）（1833年1月10日没）と結婚[4]
- ジョージ・サイモン（1773年4月17日 – 1783年5月[4]）

1756年から1757年までアイルランド摂政（Lord Justice）を務め、1761年にキルデア県総督に任命された。また、1758年から1766年までアイルランド兵站部総監を、1760年から1766年まで王立アイルランド砲兵連隊を務め、軍階では1761年に少将に、1770年に中将に昇進した。
1761年3月3日にアイルランド貴族であるオファリー伯爵とキルデア侯爵に叙され、同年12月10日にキルデア侯爵としてアイルランド貴族院議員に就任した。1766年11月26日に同じくアイルランド貴族であるリンスター公爵に叙され、1768年1月27日にリンスター公爵としてアイルランド貴族院議員に就任した。
1770年に枢密顧問官からの辞任を求め、受け入れられた。
1773年11月19日にダブリンのレンスター・ハウスで死去、クライストチャーチ大聖堂に埋葬された。息子ウィリアム・ロバートが爵位を継承した。